# نظرية المعرفة السببية
«نظرية المعرفة السببية» هي مقالة فلسفية كتبها ألفن قولدمان سنة 1967 ونشرت في مجلة الفلسفة، كتبت المقالة استناداً على نظريات المعرفة المعروفة في مجال [[علم المعرفة]] وهي دراسة الفلسفة عبر مجال المعرفة. حاول المقال تعريف المعرفة من خلال ربط الحقائق والمعتقدات والمعرفة عبر السلسلة الأساسية والمترابطة التي تدعى السلاسل السببية وذلك يقدم نظرية المعرفة السببية.
وعادة توصف السلسلة السببية بأنها حوادث متتالية حيث يتسبب الحدث الواحد في الحدث الثاني. ووفقاً إلى قولدمان تلك السلاسل توجد فقط عند قبول الحقيقة، والتصديق في تلك الحقيقة، ووجود سبب حتى يصدق الشخص بتلك الحقيقة. وكشف المقال أيضا عن بعض الأفكار بخصوص الإدراك الحسي والذاكرة عبر استخدام السلاسل السببية ومفهوم المعرفة.

## المعرفة الأساسية
يعتبر هذا البحث تحسين ونقض لمقال إدموند قتير «هل هنالك ما يبرر التصديق بالمعرفة؟» والذي هو إحدى عدة محاولات لشرح الحالات الضرورية لتطوير المعرفة. نفذ قولدمان روابط سببية للتأكيد على نظريته –نظرية المعرفة السببية- وقال أن المعرفة تتواجد فقط إذا كان هنالك ما يبرر الاعتقاد من خلال التفاعل مع حقيقة مقبولة. 
وفيما بعد قارنوا ما بين نظرية قولدمان ونظرية مايكل كلارك، وقال قولدمان أن نظريته تتضمن أرقام ورسوم بيانية ملائمة أكثر من نظرية كلارك، وتستخدم «نظرية المعرفة السببية» أرقام واضحة وصحيحة ترجع للاعتقادات السببية، بينما نموذج كلارك لم يستخدم فيه تلك النقاط المهمة، وقال قولدمان ان تلك النقاط الناقصة تعيب نموذج كلارك.

## الكاتب
ألفن قولدمن حالياً أستاذ فلسفة في جامعة روتجيرز وكاتب «نظرية المعرفة السببية» عندما كان في أواخر عشريناته. وحصل على شهادة الدكتوراه من جامعة برنستون ودَرّس في العديد من الجامعات.
وتناول بحث قولدمان بصفة عامة نظرية المعرفة والعلوم المعرفية الآخرى، كانت نظرية المعرفة السببية أول بحث نشره قولدمان وتحدث فيه عن آرائه الخاصة فيما يتعلق بنظرية المعرفة، وحالياً لدى قولدمان أكثر من عشر أبحاث ركزت على المعرفة والعلم المعرفي. 

## المحتوى
بدأ قولدمان بحثه بتعريف نظرية قيتير ثم أكمل البحث مؤكداً على فكرة أو مفهوم الروابط السببية والأرقام التي تفسر المعرفة عبر وجهة نظر مرئية وذكر كل من الإدراك الحسي والذاكرة من خلال السلاسل السببية.
يميل البحث إلى التركيز على الأمثلة التي لا تنطبق عليها المعرفة أو الإدراك بدلاً من إثبات أن حقيقة ما معرفة، وقال قولدمان عدة مرات في مناسباتٍ مختلفة أنه لا يود أن يشرح العملية السببية بالتفصيل بل عوضاً عن ذلك أعطى أمثلة مضادة، وذكر عدة مرات أنه لن يعطي إجابات حاسمة للافتراضات المذكورة في البحث.
وأعاد قولدمان تركيزه إلى مفهوم الإدراك الحسي أو المعرفة من خلال الحواس خصوصا حاسة النظر مستخدماً نظريته للمعرفة، ويشير مفهوم الإدراك الحسي إلى أنه عندما يلاحظ شخصاً شيئاً ما، فالشيء نفسه يتسبب بالإحساس ويجبرك على النظر إليه لتقبله بصفته شيئاً معروفاً، ولذلك على الشيء أن يكون حقيقي ويجب على الشخص أن يصدق وجوده. وبينما أن كل المعرفة تأتي من الحقائق إلا أن المعرفة الاستدلالية تنشأ عندما تتسبب الأشياء المادية الحقيقية بمعطيات الإحساس التي ترى بصفتها حواس، ويمكن استخدام معطيات الإحساس أيضا لإعطاء استنتاجات تعرف بالمعرفة الاستدلالية التي تتعلق ببعض الأشياء المادية الحقيقية.
ومن نظرية المعرفة السببية نشأ مفهوم أن الذاكرة هي أيضا عملية سببية، وتوصف الذاكرة بأنها امتداد للمعرفة في المستقبل، ويعرف التذكر بأنه فعل استرداد الواقعة المعروفة. وإضافة إلى ذلك تنص النظرية على أنه إذا نسيت المعرفة مرة واحدة لا تعتبر ذاكرة في المستقبل، نسبةً إلى قولدمان أنه إذا كانت الواقعة معروفة في الزمن الأول ولكن نُسيت في الزمن الثاني ثم في الزمن الثالث الواقعة لوحظت ولكن لم تعرف، إذن في الزمن الثالث الواقعة الأصلية ليست ذكرى لأن ليس هنالك أي علاقة سببية بين الواقعة والذاكرة.

## الحاشية
- ألفن قولدمان و«نظرية المعرفة السببية» 1967 صفحة 358.
- ألفن قولدمان و«نظرية المعرفة السببية» 1967 صفحة 364.
- ألفن قولدمان والسيرة الذاتية المهنية 2007.
- ألفن قولدمان و«نظرية المعرفة السببية» 1967 صفحة 362.
- ألفن قولدمان و«نظرية المعرفة السببية» 1967 صفحة 358-359.

## روابط خارجية
نظرية المعرفة السببية في فيل بيبرز.
الفئات
المقالات الفلسفية.
نظريات علم المعرفة. 
مؤلفات علم المعرفة.
السببية.
المؤلفات الفلسفية المعاصرة.
المعرفة.